# Domenico Fois
Domenico Fois (Bortigali, maggio 1780 – Bortigali, 16 aprile 1871) è stato un giurista, politico e avvocato italiano.

## Biografia
Cavaliere Nobile, Don Domenico Fois nacque a Bortigali (Nuoro) nel 1780 da Don Bardilio e Donna Maria Giuseppa Pinna. Si trasferì a Cagliari alla fine del secolo per intraprendere la carriera universitaria. Laureato in giurisprudenza, entrò subito nella carriera della magistratura.
Lo storico Telesforo Sarti, autore dell'opera "I Rappresentanti del Piemonte e d'Italia nelle tredici legislature del Regno", pubblicata a Roma nel 1880, così lo indica:
Personaggio di straordinaria cultura ricordato anche da Vittorio Angius sul "Casalis" come “autore di celebri vari trattati di giurisprudenza criminale ed illustre statista”, e da Valery nel suo "Voyage en Corse, a l'ile d'Elbe et en Sardaigne" come "dotto autore di un trattato di giurisprudenza penale", fu Consigliere di Corte d'appello presso il Regio Tribunale di Cagliari.
Nel 1817 pubblicò a Genova il trattato "Dei delitti, delle pene e della procedura criminale", opera che, come ci riferisce lo storico Prof. Antonello Mattone dell'Università di Sassari sui Quaderni di Scienze Giuridiche Diritto & Storia nel suo "Assolutismo e tradizione statutaria – il governo Sabaudo e il diritto consuetudinario del Regno di Sardegna dal 1720 al 1827", fu molto apprezzata dal Governo tanto da ottenere la dedica a Re Carlo Felice e l'imprimatur.
Nel 1818 Domenico Fois entrò a far parte della Magistratura, mentre nel 1822 divenne avvocato dei poveri presso la Reale Udienza. Nel 1824 fu chiamato a far parte della Commissione incaricata di esaminare il progetto del futuro codice feliciano e in tale occasione, data la sua competenza, ebbe l'incarico di relatore per le materie criminali.

Negli anni successivi si dedicò a scrivere la sua seconda opera giuridica, la "Giurisprudenza Civile", che venne pubblicata a Cagliari in sei volumi tra il 1839 ed il 1844. Nel 1832 ottenne la carica di Giudice della Reale Udienza. Eletto deputato dell'opposizione al Parlamento Subalpino nelle elezioni del 17 aprile 1848 per i Collegi Cagliari II-III e V, precedendo il suo avversario politico Giovanni Siotto Pintor, fu riconfermato anche nella III e IV Legislatura. Firmò col deputato Guillot un progetto per l'abolizione delle decime in Sardegna. Un importante discorso fu quello che fece il 30 ottobre 1848, sullo stato della Sardegna, nel quale additava nell'abitudine del lusso diffusa dalla corte dopo il 1799 e nell'aumento dei tributi le cause principali dell'impoverimento dell'isola. Votò sempre con l'opposizione ai governi Cavour–Rattazzi in tutte le grandi questioni dibattute in Parlamento.
Ormai vecchio ed in precarie condizioni di salute, rassegnò le dimissioni il 21 gennaio 1851, ritirandosi dalla vita politica (ciò non gli impedì di essere eletto Consigliere Comunale di Cagliari nel 1852).
Morì a Bortigali il 16 aprile 1871 nella propria casa d'abitazione sita nel Rione Santa Croce.